# 小行星2534
小行星2534（2534 Houzeau）是一颗围绕太阳公转的小行星。1931年11月2日，歐仁·約瑟夫·德爾波特在于克勒发现了此天体。
該小行星以比利時天文學家讓-夏爾·烏佐命名。
这颗小行星的绝对星等为200.6212597565393等。